# Zhao (Zhou-König)

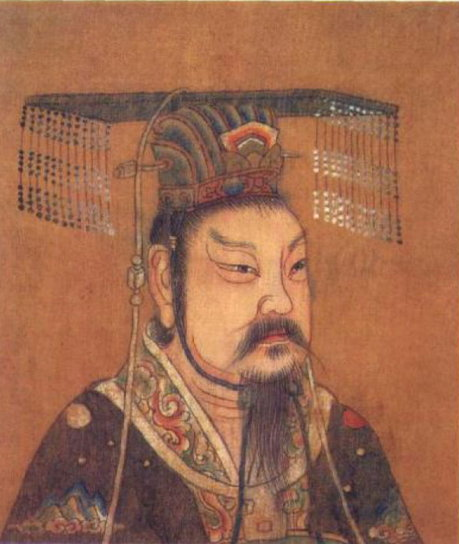
König Zhao, Darstellung eines Künstlers der Qing-Dynastie

Zhao, König von Zhou oder Chao, König von Chou (Chinesisch: 周昭王; Pinyin: Zhōu Zhāo Wáng) war der vierte König der chinesischen Zhou-Dynastie. Er regierte von 977 v. Chr. bis 957 v. Chr.

## Leben
Zur Zeit der Krönung von König Zhao hatten sein Vater König Kang und sein Großvater König Cheng die zentralen Ebenen Chinas erobert und kolonisiert und die meisten der nördlichen und östlichen Stammesvölker in die Vasallität gezwungen. Nur die Dongyi im östlichen Shandong leisteten weiterhin Widerstand, aber sie waren keine Bedrohung mehr für die Zhou-Herrschaft. Als Ergebnis erbte König Zhao ein blühendes Königreich und konnte es sich leisten, einen neuen Ahnentempel für seinen Vater zu bauen. Dieser Tempel, bekannt als "Kang gong", wurde im Einklang mit den rituellen Reformen der Zeit gebaut und sollte sich zu "einem der beiden zentralen Tempel der dynastischen Anbetung" entwickeln, der andere war der viel ältere "jinggong"-Tempel.
Nachdem der Norden und Osten befriedet waren und eine große Militärmacht unter seiner Kontrolle stand, wandte König Zhao seine Aufmerksamkeit dem Jangtse-Becken zu. Diese Region mit großem Mineralienreichtum stand unter der Kontrolle von Chu, mit der das Zhou-Königreich fast zwei Jahrhunderte lang in gutem Einvernehmen gestanden hatte. Unter König Zhao verschlechterte sich jedoch das Verhältnis zwischen Zhou und Chu, da Chu seine aggressive Expansion fortsetzte und die Nachfrage von Zhou nach Gold, Kupfer und Zinn stieg. Als die Feindseligkeiten zunahmen, kam es zu Grenzkonflikten, die schließlich zu einem offenen Krieg eskalierten. Da Zhao Chus vermeintliche Missachtung nicht länger duldete, fiel er 961 v. Chr. in Chu ein. Er eroberte zunächst die Region nördlich des Jangtse und besiegte und unterwarf dann die 26 Staaten des Han-Tals, darunter auch Chu. Wahrscheinlich war Zhao nicht in der Lage, die letztgenannte Region dauerhaft zu besetzen und zog sich schließlich mit viel Beute zurück.
Im Jahr 957 v. Chr. startete Zhao einen weiteren großen militärischen Feldzug in die mittlere Jangtse-Region. Mit der Hälfte der königlichen Streitkräfte, die in den "Sechs Armeen des Westens" organisiert waren, wollte er wahrscheinlich das Jangtse-Becken dauerhaft unter seine Kontrolle bringen. Dieser Feldzug endete jedoch in einer Katastrophe, da die Zhou-Truppen besiegt und fast vollständig ausgelöscht wurden. König Zhao und seine verbliebenen Truppen sollen beim Rückzug über den Han-Fluss ertrunken sein.

## Vermächtnis
Zhaos Tod und Niederlage schadeten dem Ansehen der Zhou-Dynastie erheblich und beendeten ihre frühe Expansion, was zu mehreren ausländischen Invasionen des Königreichs führte. Sein Nachfolger und Sohn König Mu von Zhou war in der Lage, das Königreich wieder zu stabilisieren, aber das Jangtse-Becken wurde die dauerhafte südliche Grenze der direkten Kontrolle der westlichen Zhou. Trotz seines "demütigenden Endes" wurde König Zhao jedoch noch während der Westlichen Zhou-Dynastie für seine südlichen Feldzüge geehrt, da er zumindest die politische Herrschaft über die Region nördlich des Jangtse und östlich des Han-Flusses etabliert hatte. Nach seinem Tod erhielt er außerdem eine Opferstätte in dem von ihm selbst erbauten "Kang gong"-Tempel. Als erster Zhou-Herrscher, der auf diese Weise verehrt wurde, wurde er schließlich zu einer Schlüsselfigur für die Ahnenverehrung der mittleren Zhou-Dynastie. Ein wesentlicher Grund für die zunächst positive Bewertung seiner Herrschaft war möglicherweise, dass spätere Zhou-Herrscher nicht wollten, dass man sich an ihren Vorfahren wegen einer Niederlage erinnert, die Schande über die Dynastie brachte.
Spätere moralistische Darstellungen von König Zhaos Leben waren viel negativer, da sie ihn als einen Herrscher darstellten, der das Vergnügen liebte und die Politik missachtete und auf einem Jagdausflug im Süden starb. Spätere Chu-Dichter schrieben auch über König Zhao in der klassischen chinesischen Gedichtsammlung "Himmlische Fragen" und verspotteten ihn wegen seiner wahrgenommenen Arroganz. Ein besonders bizarrer Vorfall im Zusammenhang mit König Zhao ereignete sich im siebten Jahrhundert vor Christus: Als eine Koalition von Zhou-Staaten den Staat Chu angriff, schickte dieser eine Delegation, um zu fragen, welche Gründe sie für die Invasion haben könnten. Die nördlichen Fürsten gaben den schwachen Vorwand, dass "König Zhao von seiner Expedition in den Süden (die etwa drei Jahrhunderte zuvor stattfand) nicht zurückgekehrt war und sie 'gekommen waren, um nachzuforschen'."

## Familie
| Kang von Zhou 周康王 | Kang von Zhou 周康王 | Kang von Zhou 周康王 | Kang von Zhou 周康王 | Kang von Zhou 周康王 | Kang von Zhou 周康王 |                      |                      | ?                    | ?                    | ? | ? | ? | ? |   |   |   |   |
| Kang von Zhou 周康王 | Kang von Zhou 周康王 | Kang von Zhou 周康王 | Kang von Zhou 周康王 | Kang von Zhou 周康王 | Kang von Zhou 周康王 |                      |                      | ?                    | ?                    | ? | ? | ? | ? |   |   |   |   |
|                      |                      |                      |                      |                      |                      |                      |                      |                      |                      |   |   |   |   |   |   |   |   |
|                      |                      |                      |                      | Zhao von Zhou 周昭王 | Zhao von Zhou 周昭王 | Zhao von Zhou 周昭王 | Zhao von Zhou 周昭王 | Zhao von Zhou 周昭王 | Zhao von Zhou 周昭王 |   |   | ? | ? | ? | ? | ? | ? |
|                      |                      |                      |                      | Zhao von Zhou 周昭王 | Zhao von Zhou 周昭王 | Zhao von Zhou 周昭王 | Zhao von Zhou 周昭王 | Zhao von Zhou 周昭王 | Zhao von Zhou 周昭王 |   |   | ? | ? | ? | ? | ? | ? |
|                      |                      |                      |                      |                      |                      |                      |                      |                      |                      |   |   |   |   |   |   |   |   |
|                      |                      |                      |                      |                      |                      |                      |                      | Mu von Zhou 周穆王   |                      |   |   |   |   |   |   |   |   |